# Стандарт (вестник)
Вижте пояснителната страница за други значения на Стандарт.
„Стандарт“ е български национален информационен вестник, издаван в София, който излиза от 10 август 1992 година.
Новинарската информационна Агенция „Стандарт нюз“ е част от медийната група на „Стандарт“ от 15 май 2006 година. Информационната агенция излъчва в реално време целодневно актуални новини от България и света.
Издател на „Стандарт“ е Екрит Медиа ООД.
„Стандарт“ е инициатор на редица национални и международни кампании.